# Hermann Scherer

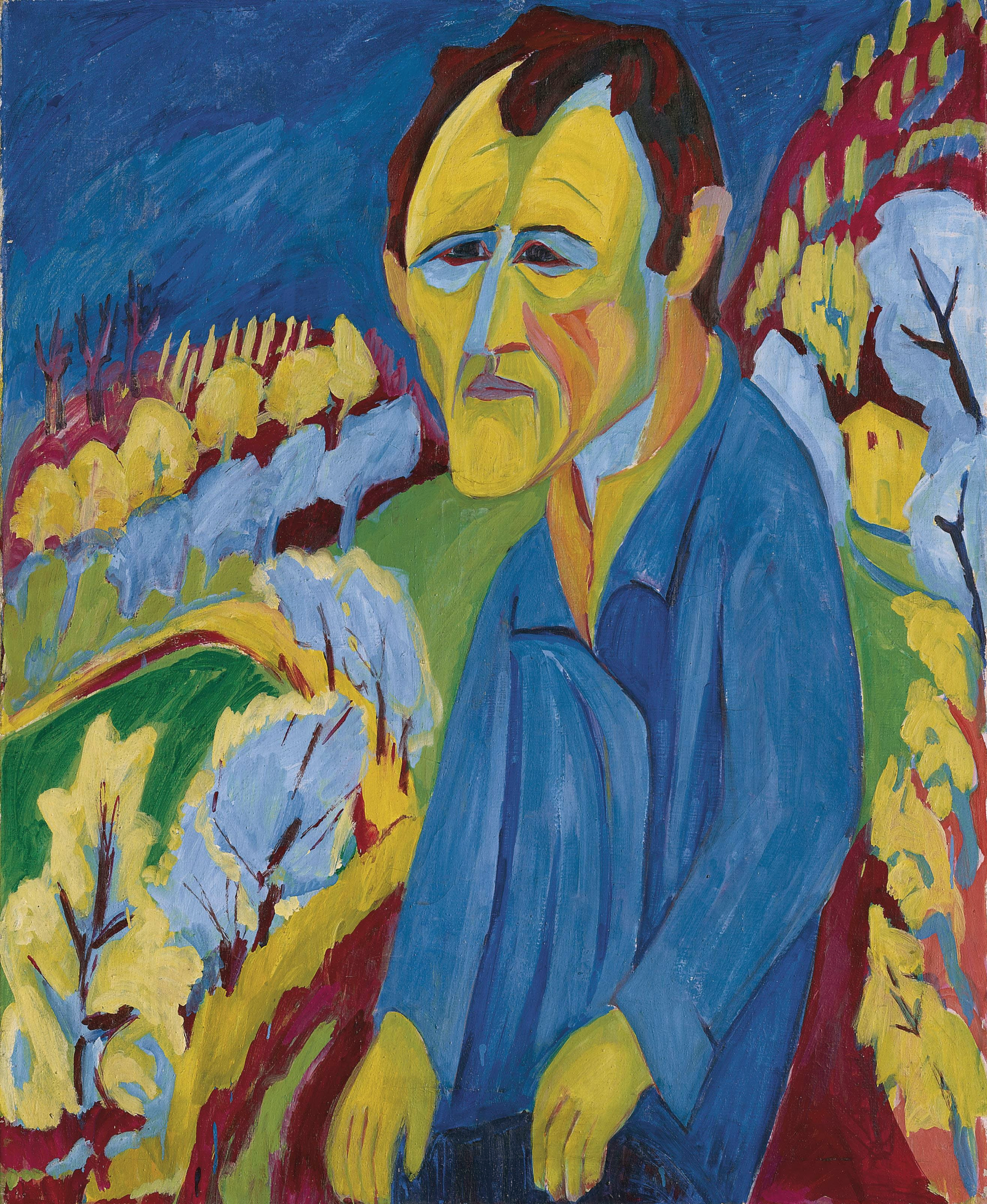
Autorretrato, 1924-26

Hermann Scherer (Rümmingen, 8 de febrero de 1893 - Basilea, 13 de mayo de 1927) fue un pintor y escultor suizo, adscrito al expresionismo. 
En 1907 inició en Lörrach un aprendizaje como cantero. De 1910 a 1919 trabajó en Basilea con los escultores Carl Gutknecht, Otto Roos y Carl Burckhardt. Una influencia decisiva en su desarrollo artístico fue la visita en 1920 a la exposición de Edvard Munch en la Kunsthaus de Zürich y el conocimiento de Ernst Ludwig Kirchner. En 1924 participó en la exposición de arte alemán reciente en Stuttgart con tres de sus esculturas de madera. Ese año fundó con Albert Müller, Paul Camenisch y Werner Neuhaus el grupo de artistas Rot-Blau, exponiendo en el Círculo de Bellas Artes de Basilea en 1925 y en la Exposición Internacional de Arte de Dresde de 1926. En 1927 enfermó gravemente y murió el 13 de mayo. La Kunsthalle de Basilea recordó al artista al año siguiente con una exposición, que presentó más de 200 de sus obras.